# Antti Rinne
Antti Juhani Rinne, född 3 november 1962 i Helsingfors, är en finländsk socialdemokratisk politiker och tidigare fackföreningsledare. Han var Finlands statsminister från den 6 juni 2019, men lämnade in sin avskedsansökan 3 december samma år. Han kvarstannade på statsministerposten i spetsen för en expeditionsministär tills en ny regering var utsedd den 10 december 2019.
Antti Rinne valdes till Socialdemokraternas nya partiordförande i maj 2014 med 257 röster mot 243 för den sittande ordföranden Jutta Urpilainen. Han kom också att efterträda henne som Finlands finansminister och vice statsminister den 6 juni 2014, ministerposter som han höll till 2015.
Rinne har varit aktiv inom fackföreningsrörelsen och var ordförande för Fackförbundet Pro, ett tjänstemannafack.

## Statsminister 2019
Vid valet i april 2019 blev Socialdemokraterna största parti och Rinne påbörjade sonderingar gällande regeringsbildning. Regeringen Rinne tillträdde 6 juni 2019, med Rinne som statsminister och ministrar från Socialdemokraterna, Centern i Finland, Gröna förbundet, Vänsterförbundet och Svenska folkpartiet.
I november 2019 bröt en omfattande poststrejk ut, vilken fick stora konsekvenser. Ministern Sirpa Paatero, som ansvarande för ägarstyrningen, fick avgå. Kritiken riktades dock även mot Rinne personligen, och sedan koalitionspartnern Centern deklarerat att man inte längre hade förtroende för honom lämnade han in sin avskedsansökan 3 december 2019. Den 23 augusti 2020 lämnade han partiledarposten för Socialdemokratiska partiet och efterträddes av Sanna Marin.

## Erkännande
Rinne tilldelades Svenska Finlands folktings förtjänstmedalj år 2024.